# أيلنط فيليبيني
أيلنط فيليبيني (الاسم العلمي:Ailanthus philippinensis) هو نوع نباتي يتبع جنس الأيلنط من فصيلة السيماروبية.